# Steven Nagel
Steven Ray Nagel (Canton, 27 oktober 1946 – Columbia, 21 augustus 2014) was een Amerikaans ruimtevaarder. Nagel zijn eerste ruimtevlucht was STS-51-G met de spaceshuttle Discovery en vond plaats op 17 juni 1985. Tijdens deze missie werden er drie communicatiesatellieten in een baan rond de aarde gebracht.
In totaal heeft Nagel vier ruimtevluchten op zijn naam staan. In 1995 verliet hij NASA en ging hij als astronaut met pensioen. 